# Don Marino Barreto Jr.
Don Marino Barreto Jr. (ur. 8 grudnia 1925 w Matanzas na Kubie, zm. 10 grudnia 1971 w Mediolanie) – kubański i włoski piosenkarz, kontrabasista i perkusista, znany z przebojów „Angeli negri” i „Arrivederci” (1. miejsce na liście najlepiej sprzedawanych singli we Włoszech w 1959 roku).

## Życiorys
Marino Barreto y Rubio urodził się na Kubie w Matanzas (nazwy rodzinnego miasta używał jako pseudonimu artystycznego). Po przyjeździe do Hiszpanii stał się znany jako popularyzator rytmów środkowo- i południowoamerykańskie. W połowię lat 50. przyjechał do Włoch, gdzie wykonywał podobny repertuar. Kiedy mieszkał we Włoszech, na Kubie wybuchła rewolucja pod wodzą Fidela Castro. Ponieważ miał już wtedy własną orkiestrę taneczną, z którą odnosił sukcesy, więc postanowił nie wracać do swego rodzinnego kraju, a osiąść we Włoszech. Zdobył powodzenie interpretując włoskie piosenki w stylu południowoamerykańskim. W latach 1956–1957 nagrał swoje pierwsze single (78- i 45-obrotowe), zaczął odnosić pierwsze sukcesy takimi piosenkami jak: „La più bella del mondo” (wylansowana wcześniej przez Marina Mariniego), „Visino de angelo”, „Per un bacio d’amore”, „Hasta la vista” (kompozycja własna) i „Angeli negri” (1959), wielki klasyk muzyki latynoamerykańskiej; na stronie B znalazła się piosenka „Arrivederci” (skomponowana przez Umberta Bindiego). Ta ostatnia stała się ogromnym sukcesem komercyjnym Barreta, gdyż zajęła 1. miejsce na liście najlepiej sprzedawanych singli we Włoszech w 1959 roku. Jego indywidualny, łagodny styl wykonawczy sprawił, iż stał się piosenkarzem kojarzonym z okresem boomu gospodarczego we Włoszech. Ostatnim jego znaczącym przebojem była piosenka „Cinque minuti ancora”, wylansowana na przełomie 1961 i 1962 roku.
Popularność Barreta spadła w latach 1961 i 1962, kiedy rytmy, takie jak samba, bossa nova, cha-cha zostały wyparte przez twist i madison, a piosenkarze tamtej epoki (Tony Dallara, Joe Sentieri i inni) zostali usunięci w cień przez takich wykonawców jak Gianni Morandi i Rita Pavone. Barreto zmarł 10 grudnia 1971 roku na marskość wątroby.